# Линкълнс Ню Сейлъм
Линкълнс Ню Сейлъм или Ню Сейлъм на Линкълн (на английски: Lincoln's New Salem) e исторически възстановено селище в окръг Менърд, щата Илинойс, Съединените американски щати. То представя бившето село Ню Сейлъм (на английски: New Salem) на президента на САЩ Ейбрахам Линкълн.
Не бива де се бърка с едноименното село Ню Салем в същия щат Илинойс, но в окръг Пайк, намиращ се на запад-югозапад край границата на щата.
Намира се на 20 мили от град Спрингфийлд, столицата на щата Илинойс. В къщата, в която е живял Линкълн, е уреден музеят Lincoln`s New Salem Historic Site.

## История
Селището възниква, когато американците Джеймс Рътлидж и Джон Камрон построяват воденица на река Сангамон през 1828 г. То започва да се разраства, което се дължи не само на съседството с град Питърсбърг (днес с ок. 2300 жители), но повече на факта, че по онова време е било погранично село.
В него са живеели до към 20 – 25 семейства. Поминъкът обаче не е бил типично селски: имало е 4 бакалници, зарзаватчийница, кръчма, ковачница, бъчварница, дарак, дърводелец, обущар, шапкар, кожар, както и кръчма и сграда за училище/църква. Когато обаче правят Питърсбърг административен център, селото бързо се обезлюдява и окончателно е изоставено през 1840 г.

## Е. Линкълн
Ейбрахам Линкълн пристига в града през 1832 г. на 22-годишна възраст и живее там 5 г. По време на престоя си в Ню Салем той сменя няколко професии – войник, бакалин, пощенец, земемер, железничар и др. С пристигането си умело печели в селото на местните избори, но губи в окръга. През 1834 г. обаче печели. Мести се в Спрингфийлд, също в избирателния окръг, през 1837 г.

## Възстановяване
Старото село Ню Сейлъм е възстановено като селище с днешното име по време на Великата депресия в края на 1930-те години. Днес в него има 23 къщи, от които има само 1 е запазена в оригиналния си вид.
То е превърнато в истински исторически център – в него има множество музеи, като повечето са свързани с престоя на Линкълн в това малко населено място. Там се намира Lincoln`s New Salem Historic Site – къща музей на великия президент на САЩ Ейбрахам Линкълн.